# Devonport City
Koordinaten: 41° 11′ S, 146° 21′ O

Die City of Devonport ist ein lokales Verwaltungsgebiet (LGA) im australischen Bundesstaat Tasmanien. Das Gebiet ist 116 km² groß und hat etwa 25.000 Einwohner (2016).
Devonport liegt in der Mitte der Nordküste der Insel und ist etwa 210 Kilometer nordwestlich der Hauptstadt Hobart. Das Gebiet umfasst 15 Ortsteile und Ortschaften: Aberdeen, Ambleside, Devonport, East Devonport, Don Eugenana, Forthside, Lillico, Melrose, Paloona, Quoiba, Spreyton, South Spreyton, Stony Rise und Tugrah. Der Sitz des City Councils befindet sich im Stadtteil Devonport im Nordosten der LGA an der Küste, wo etwa 23.000 Einwohner leben (2016).

## Verwaltung
Der Devonport City Council hat zwölf Mitglieder. Der Mayor (Bürgermeister), sein Deputy (Stellvertreter) und zehn Aldermen werden direkt von den Bewohnern der LGA gewählt. Devonport ist nicht in Bezirke untergliedert. 